# Order Michała Walecznego
Order Michała Walecznego (rum. Ordinul Mihai Viteazul) – najwyższe odznaczenie wojskowe Rumunii.

## Historia i organizacja
Order został ustanowiony 26 września 1916 roku przez króla Rumunii Ferdynanda I i mógł być nadawany wyłącznie w czasie wojny, i tylko oficerom za męstwo na polu bitwy, w wyjątkowych przypadkach także oddziałom wojskowym.
Rumunia brała udział w I wojnie światowej po stronie Ententy i nie posiadała do 1916 orderów wojskowych, jedynie medale, więc zaistniała konieczność stworzenia odznaczenia, którym można było nagradzać oficerów wojsk sojuszniczych. Order nazwano imieniem Michała Walecznego (Mihai Viteazul), hospodara wołoskiego z XVII wieku, wsławionego w wielu bitwach.
Order posiadał trzy klasy, ale wbrew ogólnemu schematowi orderów europejskich I klasa nie była noszona na Wielkiej Wstędze, lecz na agrafie na piersi. 
Po przystąpieniu Rumunii do II wojny światowej – tym razem po stronie III Rzeszy – order odnowiono, zmieniając wygląd oznaki, ale zachowując dawne trzy klasy. 
W roku 1944, gdy Rumunia zawarła sojusz z aliantami, order jeszcze raz odnowiono, zmieniając ponownie wygląd oznaki. W tej trzeciej postaci order nadawano do roku 1947, do wygnania ostatniego króla Michała I i wprowadzenia reżimu komunistycznego. 
Po 53 latach, w roku 2000, obecna Republika Rumunii odnowiła order jeszcze raz, znowu trochę zmieniając wygląd oznaki i wprowadzając gwiazdę dla I klasy oraz zmieniając statuty: obecnie order może być nadawany także w czasie operacji wojskowych sankcjonowanych przez ONZ czy UE.

## Insygnia
Insygnia orderu to oznaka i (od roku 2000) gwiazda. Oznaką jest obustronnie emaliowany na ciemnoniebieski kolor krzyż heraldyczny liliowy. W latach 1916–1941 w środku awersu oznaki znajdował się ukoronowany monogram króla Ferdynanda I, na rewersie oznaki II i III klasy data „1916”. W czasie sojuszu Rumunii z III Rzeszą (1941–1944) awers oznaki nosił monogram „M I” – Michała I, pod nim datę „1941”, a inicjały „F” i datę 1916 przeniesiono na rewers. Przy I klasie, noszonej na agrafie na piersi i nie posiadającej rewersu, inicjały obydwóch monarchów i obie daty zdobiły awers oznaki. Po przystąpieniu Rumunii do wojny po stronie aliantów pozostawiono na awersie ukoronowany monogram Michała I, ale usunięto datę „1941”. Na rewersie umieszczono datę „1944” i dodano miecze między ramionami krzyża. Zawieszką oznaki II i III klasy była od 1916 do 1947 złota korona królewska.

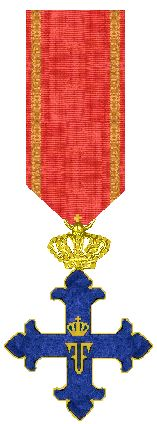
Insygnia orderu III klasy (wzór z 1916)
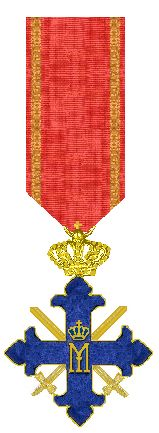
Insygnia orderu III klasy (wzór z 1944)

Po odnowieniu odznaczenia przez Republikę Rumunii w roku 2000 zachowano niebieski krzyż liliowy jako oznakę, ale w środku awersu umieszczono obecne godło państwowe, a na rewersie daty „1916” i „2000”. I. klasa, noszona według nowych statutów na szyi, otrzymała gwiazdę w kształcie srebrnego rombu, ozdobionego oznaką orderu. Koronę królewską jako zawieszkę zastąpił wieniec laurowo-dębowy (symbole zwycięstwa i męstwa). Wstążka orderu, czerwona ze złotymi paskami przy krawędziach, pozostała niezmieniona. Baretka odznaczenia przy II klasie jest wyposażona w srebrny dysk (∅ 5 mm), a przy I klasie w romb z pozłacanego srebra (wym. 5 × 7 mm).

## Odznaczeni
Spośród Polaków:
- marsz. Józef Piłsudski – I, II i III klasa
- gen. Władysław Jędrzejewski – III klasa
- kpt. Mikołaj Tarnowski – III klasa

III klasą wyróżniono w 1937 także 57 Pułk Piechoty Wielkopolskiej